# Николаевка (Чановский район)
Николаевка — деревня в Чановском районе Новосибирской области. Входит в состав Щегловского сельсовета.

## География
Площадь деревни — 54 гектаров.

## Население
| 2002 | 2007 | 2010 |
| ---- | ---- | ---- |
| 139  | ↘124 | ↘99  |

## Инфраструктура
В деревне по данным на 2007 год отсутствует социальная инфраструктура.